# Comuna de Tymbark
Tymbark (polaco: Gmina Tymbark) é uma gminy (comuna) na Polónia, na voivodia de Pequena Polónia e no condado de Limanowski. A sede do condado é a cidade de Tymbark.
De acordo com os censos de 2004, a comuna tem 6192 habitantes, com uma densidade 189,4 hab/km².

## Área
Estende-se por uma área de 32,7 km², incluindo:
- área agricola: 50%
- área florestal: 42%

## Demografia
Dados de 30 de Junho 2004:
|                      | Total   | Total | Mulheres | Mulheres | Homens  | Homens |
| -------------------- | ------- | ----- | -------- | -------- | ------- | ------ |
|                      | pessoas | %     | pessoas  | %        | pessoas | %      |
| População            | 6192    | 100   | 3123     | 50,4     | 3069    | 49,6   |
| Densidade (pop./km²) | 189,4   | 100   | 95,5     | 95,5     | 93,9    | 93,9   |

De acordo com dados de 2002, o rendimento médio per capita ascendia a 1574,36 zł.

## Comunas vizinhas
- Dobra, Jodłownik, Limanowa, Limanowa, Słopnice